# Enrique Peña Nieto

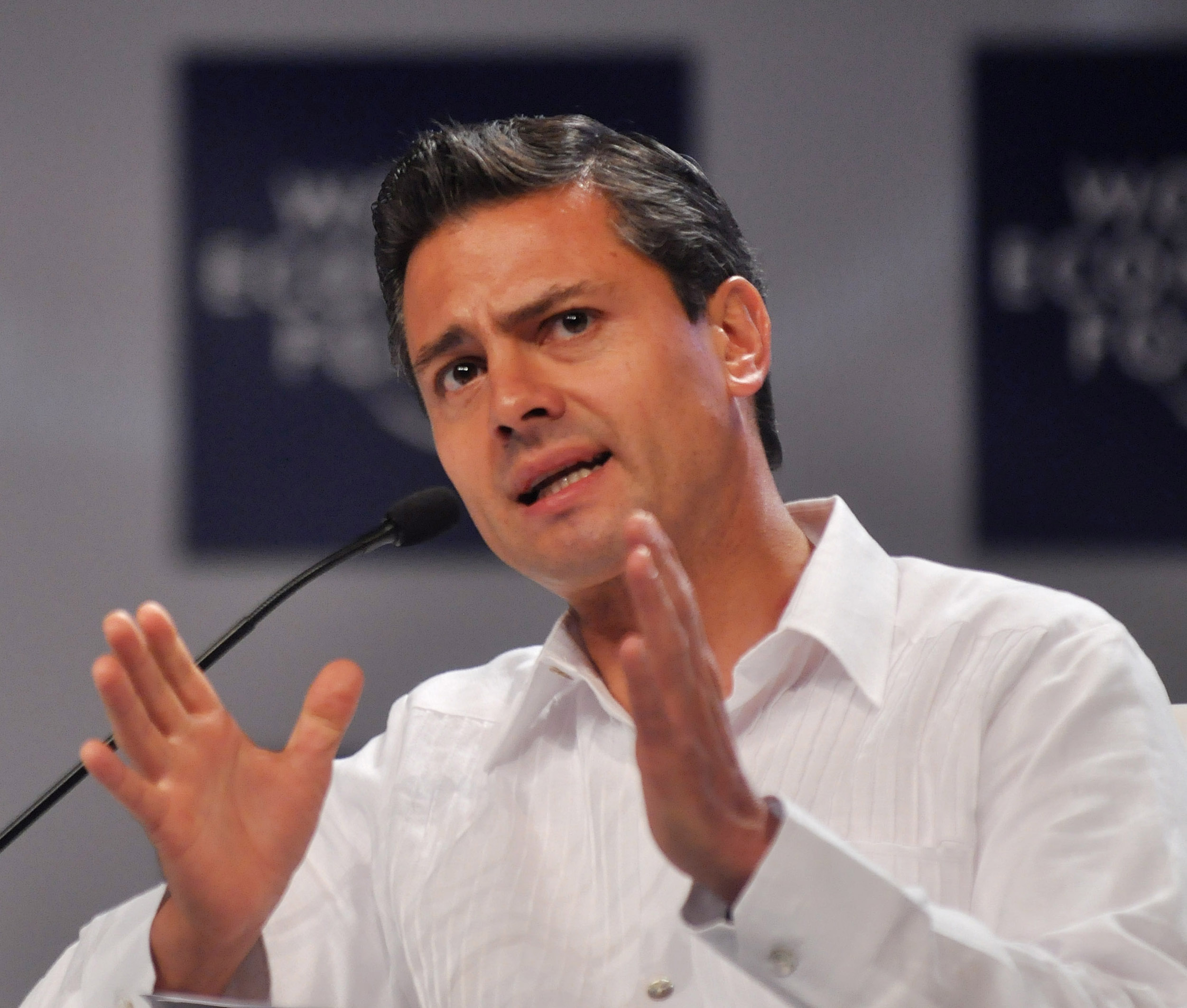
Enrique Peña Nieto (2010)

Enrique Peña Nieto (* 20. července 1966 Atlacomulco, Mexiko) je bývalý mexický prezident. Do úřadu nastoupil 1. prosince 2012, kdy vystřídal svého předchůdce Felipe Calderóna. Mandát mu vypršel 30. listopadu 2018. Je členem Institucionální revoluční strany. V letech 2005 až 2011 byl guvernérem státu México.

## Kariéra
V roce 1984 se stal členem Institucionální revoluční strany. V roce 1999 začal pracovat pro svého bratrance, Artura Montiela Rojase, který byl guvernérem státu México. V roce 2005 se guvernérem tohoto státu stal sám a funkci zastával do roku 2011.

### Prezidentské volby 2012
V červenci 2012 Nieto ziskem 38 procent hlasů zvítězil v prezidentských volbách. V jeho osobě se tak k moci vrátila Institucionální revoluční strana, jejímiž členy byli mexičtí prezidenti po více než sedm desetiletí v rozmezí let 1928–2000.
Svými oponenty je však Nieto obviňován z dohody s hlavní televizní stanicí Televisa, která o něm během prezidentské kampaně podle nich informovala jen pozitivně a preferovala jej před ostatními kandidáty. V kampani také „zmateně blekotal“, když byl dotázán na své tři nejoblíbenější knihy; dokázal jmenovat pouze Bibli. Mexický spisovatel Carlos Fuentes tak o něm prohlásil, že „kvůli svému ignorantství ztratil právo stát se prezidentem“.
Od svého zvolení čelí Peña Nieto protestům. Jejich důvodem se staly plánované reformy, obavy z potlačování opozice nebo kontroly médií. Aktivně vůči němu vystupuje studentské hnutí Yo Soy 132, které jej po volbách obvinilo z kupování hlasů.

### Osobní život
Jeho první manželkou byla Mónica Pretelini (1963–2007), s níž měl tři děti. V lednu 2007 utrpěla epileptický záchvat, na jehož důsledky zemřela. Během tohoto manželství se mu z jiných vztahů narodily dvě další děti, z nichž jedno později zemřelo. Jeho druhou ženou se v roce 2010 stala herečka známá z telenovel, Angélica Rivera.

## Vyznamenání
- velkokříž se zlatou hvězdou Národního řádu Juana Mory Fernándeze – Kostarika, 19. února 2013 – udělila prezidentka Laura Chinchilla[5]
- velkokříž s řetězem Řádu prince Jindřicha – Portugalsko, 2. června 2014[6]
- velkokříž s řetězem Řádu Isabely Katolické – Španělsko, 6. června 2014 – udělil král Juan Carlos I.[7]
- velkokříž s diamanty Řádu peruánského slunce – Peru, 7. července 2014[8]
- velkokříž s řetězem Řádu bílé růže – Finsko, 2015[9]
- čestný rytíř velkokříže Řádu lázně – Spojené království, 3. března 2015 – udělila královna Alžběta II.[10][11]
- velkokříž s řetězem Řádu Quetzala – Guatemala, 13. března 2015 – udělil prezident Otto Pérez Molina[12]
- velkokříž s řetězem Řádu Jižního kříže – Brazílie, 26. května 2015 – udělila prezidentka Dilma Rousseffová[13]
- velkokříž s řetězem Řádu Karla III. – Španělsko, 20. června 2015 – udělil král Filip VI. Španělský[14]
- řetěz Řádu krále Abd al-Azíze – Saúdská Arábie, 17. ledna 2016 – udělil král Salmán bin Abd al-Azíz[15]
- řetěz Řádu Mubáraka Velikého – Kuvajt, 20. ledna 2016 – udělil emír Sabah al-Ahmad as-Sabah[16]
- rytíř Řádu slona – Dánsko, 13. dubna 2016 – udělila královna Markéta II.[17]
- velkokříž s řetězem Řádu zásluh o Italskou republiku – Itálie, 21. července 2016[18]
- velkokříž s řetězem Řádu osvoboditele generála San Martína – Argentina, 29. července 2016